# Черано
Черано (итал. Cerano) — коммуна в Италии, располагается в регионе Пьемонт, в провинции Новара.
Население составляет 6815 человек (2008 г.), плотность населения составляет 213 чел./км². Занимает площадь 32 км². Почтовый индекс — 28065. Телефонный код — 0321.
Покровителем населённого пункта считается святой Beato Pacifico Ramati.

## Демография
Динамика населения:

## Администрация коммуны
- Официальный сайт: http://www.comune.cerano.no.it/